# Eyvanki
Eyvānkī o Eyvanekey (farsi ایوانکی) è una città dello shahrestān di Garmsar, circoscrizione di Eyvanki, nella provincia di Semnan in Iran. Aveva, nel 2006, una popolazione di 10.396 abitanti. Si trova all'estremità occidentale della provincia.